# 투 건스
《투 건스》(2 Guns)는 2013년 공개된 미국의 액션 코미디 영화이다. 아이슬란드 출신의 발타사르 코르마퀴르 감독이 연출했고 덴절 워싱턴, 마크 월버그가 두 명의 주인공을 연기한다. 붐! 스튜디오의 동명의 만화를 원작으로 한다.

## 줄거리
로버트 "바비" 트렌치와 마이클 "스티그" 스티그먼은 서로를 모른 채 각자 다른 임무를 수행 중인 범죄자들이다. 바비는 마약단속국(DEA)의 비밀 요원이고, 스티그는 해군 정보국 소속의 비밀 작전 요원이다. 둘은 마약상 파피 그레코를 만나러 멕시코로 가지만, 파피는 마약 대신 돈을 준다. 미국으로 돌아온 바비는 상사에게 코카인을 구하지 못했다고 보고하고, 애인인 동료 요원 리스에게 파피의 탈세 혐의를 입증하기 위해 그의 은행에서 돈을 훔치겠다고 말한다.
한편 스티그는 상관으로부터 바비를 죽이고 돈을 확보하라는 지시를 받는다. 은행 금고에서 예상보다 훨씬 많은 4300만 달러가 발견되자 스티그는 바비를 배신하고 돈을 가지고 도망친다. 하지만 바비가 DEA 요원임을 알고 그를 사막에 남겨두고 떠난다. 스티그는 상관에게 돈을 전달하지만 곧 배신당하고 도주한다. 한편, 얼이라는 인물이 등장하여 강도 사건과 관련된 사람들을 추적하기 시작한다.
바비는 스티그를 찾아 돈을 되찾으려 하지만 스티그는 오히려 바비를 저격한다. 그때 스티그의 상관이 보낸 암살자들이 들이닥치고, 스티그는 바비의 탈출을 돕는다. 바비는 상관에게 진실을 알리려 하지만, 얼이 이미 그곳에 와 있었고, 상관을 죽이고 바비에게 누명을 씌운다. 얼은 바비에게 돈을 되찾아오면 누명을 벗겨주겠다고 제안한다.
바비와 스티그는 함께 파피를 납치해 진실을 묻고, 얼이 CIA 요원이며 그들이 훔친 돈은 CIA가 마약 카르텔로부터 받는 뇌물임을 알게 된다. 그들이 숨어있는 곳이 공격을 받고 도망치지만 파피의 부하들에게 잡혀 파피의 농장으로 끌려간다. 그들은 24시간 안에 돈을 돌려놓지 않으면 리스를 죽이겠다는 협박을 받는다. 바비는 해군 기지에 침투하여 리스의 남자친구이자 스티그의 상관이 그 돈을 훔치려 했다는 사실을 알게 된다. 
스티그는 해군 제독에게 도움을 청하지만, 오히려 해군의 명예를 지키기 위해 버려진다. 결국 파피는 리스를 살해하고, 바비는 숨겨둔 돈이 리스와 함께 자주 갔던 모텔에 있다는 것을 깨닫는다. 스티그는 복수를 위해 파피의 농장으로 돌아가고, 그곳에서 스티그의 상관과 얼이 다시 나타난다. 이때, 바비가 돈이 가득 실린 차를 몰고 나타나 돈을 폭파시키고, 거대한 총격전이 벌어진다.
얼은 CIA가 20개의 비밀 은행을 운영하고 있기 때문에 4300만 달러는 큰 문제가 되지 않는다고 밝힌다. 바비는 과거에 나눴던 대화의 구절을 사용해 스티그에게 신호를 보내고, 바비는 스티그의 상관을, 스티그는 얼을 쏜다. 그 후 파피를 죽이고 도망치지만, 바비는 과거에 총에 맞은 것에 대한 복수로 스티그의 다리에 총을 쏜다. 그들은 CIA의 비밀 은행을 계속해서 무너뜨릴 계획을 세우고, 바비는 훔친 돈의 일부를 따로 숨겨두었다고 밝힌다.

## 출연
- 덴절 워싱턴 - 바비 빈스 / 로버트 트렌치
- 마크 월버그 - 마이클 "스티그" 스티그먼
- 폴라 패튼 - 데비 리스
- 빌 팩스턴 - 얼
- 제임스 마즈든 - 해럴드 퀸스
- 프레드 워드 - 투이
- 에드워드 제임스 올모스 - 매니 "파피" 그레코
- 로버트 존 버크 - 제섭
- 패트릭 피슐러 - 닥터 켄

## 기타
- 원작자: 스티븐 그랜트
- 프로듀서: 랜들 에멧
- 프로듀서: 조지 펄라
- 프로듀서: 노턴 헨릭
- 미술: 베스 믹클